# Madhyamaka
Le Madhyamaka (sanskrit ; chinois : Zhōng-guān 中觀, tibétain : dbu ma) ou Voie du milieu ou médiane, fondée par Nāgārjuna et son disciple Āryadeva, constitue avec le Cittamātra l'une des deux principales écoles spécifiques du bouddhisme mahāyāna. Un mādhyamika est un tenant de cette doctrine ou quelque chose relatif à celle-ci.

## Origine de la voie du milieu

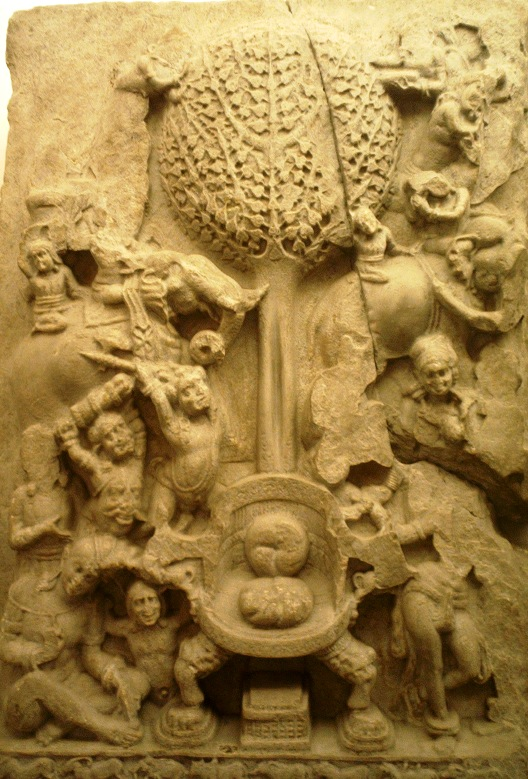
Bas-relief du stūpa d'Amaravati IIe siècle, proche de Nagarjunakonda dans l'Andhra Pradesh où aurait vécu Nāgārjuna à la même époque, Musée national des arts asiatiques - Guimet.

Ce concept de voie médiane fut exposé dès le premier sermon du Bouddha, comme intermédiaire entre la complaisance sensuelle et l'ascétisme.
Toutefois, en tant que voie philosophique cependant, le madhyamaka veut dépasser ce qu'il appelle les deux positions de l' « éternalisme » d'une existence absolue (le fait que les phénomènes seraient permanents), et du nihilisme de la non-existence (le fait que les phénomènes seraient non-existants). La plus ancienne source de cette option, mentionnée par Nāgārjuna même, est le sutra pali Kaccayanagotta sutta (SN XII.15) du Samyutta Nikāya exposant la vue correcte, où le Bouddha dit : «  Pour qui voit l'origine du monde tel qu'il est avec un juste discernement, le terme "non-existence" ne survient pas à son égard. Pour qui voit la cessation du monde tel qu'il est avec un juste discernement, le terme "existence" ne survient pas à son égard.». Bouddha récuse donc là un dilemme fondamental; les logiciens indiens poseront le problème sous la forme logique du tétralemme, forme que la logique occidentale aristotélicienne n'a pas retenue.
L'école apparaît en Inde au IIe – IIIe siècle ; son fondateur est Nāgārjuna, auteur des Stances du milieu. Aryadeva, son principal disciple qui écrivit les Quatre cents Stances, joua aussi un rôle important dans le développement de cette école. Les principaux maîtres indiens Madhyamaka sont Nāgārjuna, Buddhapālita (Ve siècle), Bhāvaviveka (v. 500 – v. 578), Candrakîrti (VIIe siècle), Shantideva (vers 685-763) et Shantarakshita (VIIIe siècle).
Le Madhyamaka se fonde essentiellement sur les paroles du Bouddha classées dans la tradition indo-tibétaine comme appartenant au deuxième tour de roue du Dharma, en particulier tous les prajñāpāramitā Sūtras. L'école Madhyamaka professe la vacuité, Śūnyatā, de tous les phénomènes sans exception. Le fait que tous les phénomènes sont vides d'existence intrinsèque apparaît à de nombreuses reprises explicitement dans les prajñāpāramitā Sūtra. C'est l'objectif des Stances du milieu de Nāgārjuna de l'exposer, de l'expliquer et de la démontrer.

## L'enseignement Madhyamaka

### Base, voie et fruit
Comme souvent dans le bouddhisme, l'enseignement est présenté sous la forme « Base, voie et fruit ». D'autre part, comme dans tous les enseignements bouddhistes, le madhyamaka utilise la distinction entre la réalité conventionnelle et la réalité ultime, mais le madhyamika l'interprète en tant que vacuité de tous les phénomènes pour la réalité ultime et sous l'angle de l'illusion pour la réalité conventionnelle (voir plus bas).
La base du madhyamaka consiste à unir les deux vérités, conventionnelle et ultime.
La voie consiste à unir les deux accumulations:
- accumulation de sagesse par la pratique méditative et le raisonnement,
- accumulation de mérites par la pratique des six pāramitās.

Le fruit recherché est l'obtention du parfait éveil d'un Bouddha.

### Utilisation de la logique dans le Madhyamaka
En ce qui concerne la voie, le Madhyamaka, à la suite de Nagarjuna, attache une très grande importance aux raisonnements pour démontrer la vacuité des phénomènes. Les Stances du milieu est une suite de démonstrations par l'absurde.
Ce qui est le plus marquant, dans les Stances du milieu, c'est que si Nagarjuna utilise sans arrêt le principe de contradiction, il abandonne le principe du tiers exclu. On sait que le principe de contradiction et que le principe du tiers exclu ont été formulés pour la première fois clairement en Occident par Aristote dans sa Métaphysique. Guy Bugault explique :

« Le principe du tiers exclu pose, en effet, que de deux propositions contradictoires l'une est nécessairement vraie, l'autre nécessairement fausse ; elles ne peuvent être vraies toutes les deux à la fois, ni fausses toutes les deux à la fois. Ou encore, [...] de deux propositions contradictoires on peut accepter l'une au plus, on doit accepter l'une au moins. C'est le dernier point qui est important. »

Guy Bugault explique que c'est la position d'Aristote qui « fonde le principe de contradiction […] sur le principe du tiers exclu ». Sinon, déclare Aristote dans la Métaphysique qu'« il en [résulterait] aussi qu'on ne sera forcé ni à l'affirmation ni à la négation » et comme l'explique Guy Bugault « rien ne saurait, en effet, agacer davantage Aristote qu'un adversaire qui se tait, qui se dérobe en se taisant ». Or, affirme Guy Bugault, c'est précisément le cas de Nagarjuna :

« Contrairement à nos habitudes implicites, il ne se croit nullement obligé d'endosser la contradictoire de l'hypothèse qu'il vient de congédier. Après avoir montré l'inconsistance de l'énoncé qu'il vient de ruiner, il se tait. »

Et il ajoute:

« Au reste, le Bouddha avait déjà donné l'exemple en gardant le silence face à des questions qu'il jugeait mal formulées, portant sur des points dépourvus de sens défini. »

En abandonnant le principe du tiers exclu et donc le dilemme fondamental, Nagarjuna va faire usage du tétralemme, selon lequel une proposition « x » et son contraire « non-x » peuvent être en même temps toutes deux fausses et justes. Plus précisément, le tétralemme se formule ainsi :
- Ni x
- Ni non-x
- Ni x et non-x
- Ni x ni non-x

Cette logique s'applique finalement à l'Être. Il n'y a :
- Ni « Être »
- Ni « Non-Être »
- Ni « Être et Non-Être »
- Ni « Ni Être ni Non-Être »

Ainsi Nagarjuna n'hésite pas à écrire :

« Tout est bien comme il semble, rien comme il semble. À la fois comme il semble et non comme il semble. Ni l'un ni l'autre. Tel est l'enseignement progressif (anuśāsana) des Buhha (18,8). »

Guy Bugault, qui a traduit ce verset, ajoute :

« anuśāsana: enseignement graduel et adapté à la compréhension de l'auditeur. Ce texte [le verset ci-dessus] est l'un des rares où Nagarjuna admet la quatrième proposition du tétralemme à des fins provisoires et pédagogiques. »

En effet, pour Nagarjuna, non seulement le dilemme (lié au principe du tiers exclu) n'est pas adéquat pour décrire la vérité, mais c'est aussi le cas du tétralemme. Jean-Marc Vivenza déclare que, pour Nagarjuna, « toute proposition du tétralemme est également fausse ».
Jean-Marc Vivenza rappelle qu'Aristote s'était violemment opposé au rejet du principe du tiers exclu et au tétralemme dans sa Métaphysique :

« Aristote affirme qu'une fois nié le principe de contradiction, « il en résulte qu'on ne sera forcé ni à l'affirmation ni à la négation [...] Il est clair que la discussion avec un tel adversaire est sans objet. Car il ne dit rien. [...] Un tel homme, en tant que tel, est pareil à une plante ». »

Pour cette raison l'abandon du principe de contradiction a souvent été soigneusement évité en occident sauf par les penseurs dits néoplatoniciens qui suivaient Platon. Ce dernier avait utilisé le tétralemme, à titre provisoire, en particulier en conclusion de son Parménide. Dans tous les cas, le tétralemme n'est employé qu'à titre provisoire, la meilleure réponse étant le silence pour Nagarjuna qui reprend exactement l'attitude du Bouddha qui restait silencieux lorsqu'on lui posait des questions sur l'origine du monde, Dieu, etc. Guy Bugault rappelle, en effet :

« Ainsi avec le célèbre religieux errant Vacchagotta [...] Vacchagotta demande [au Bouddha] « Vénérable Gotamma y a-t-il un  Âtman? » Le Bouddha ne répond pas, il ne répond pas. »

La logique n'est donc employée par Nagarjuna que pour discuter certaines vues présentes à l'époque en Inde selon lesquelles un phénomène pouvait être quelque chose et son contraire, comme être et non-être; ce que le Bouddhisme réfute. « Le principe de contradiction, tel que nous l'a légué Aristote […] fonctionne intensément [dans Stances du milieu par excellence] ». Le principe du tiers exclu y est employé mais « c'est toujours sur le dos de [l'adversaire], et à sa charge, que [Nagarjuna] déclenche le tir de barrage du principe du tiers exclu ». Enfin, Nagarjuna accepte d'utiliser parfois « la quatrième proposition du tétralemme [Ni x ni non-x] [car] toute imparfaite qu'elle soit si l'on s'y arrête, [elle] est tout de même [pour Nagarjuna] l'antichambre libératrice d'une lucidité sans concept ».
En conclusion :
I. Nagarjuna ne professe jamais l'irrationalisme mais, au contraire, utilise la logique et le raisonnement sans arrêt.
Guy Bugault déclare :

« on ne voit jamais [Nagarjuna] professer l'irrationalisme [...] L'appel à la rationalité et à la positivité fonctionne chez le bouddhiste Nagarjuna. »

II. Contrairement à la plupart des logiciens comme Aristote, Nagarjuna ne se sent pas obligé d'appliquer le principe du tiers exclu pour lui-même et utilise même le tétralemme à titre provisoire.

« Aristote énonce expressément le principe de contradiction, celui du  tiers exclu ; il théorise et formalise, autant qu'il peut, les mécanismes du raisonnement. [De même] l'école bouddhique de Dignāga [et Dharmakīrti] s'y emploie. Rien de tel chez Nagarjuna. »

III. Nagarjuna utilise sans arrêt la logique mais ne lui attache pas une importance intrinsèque pour lui-même (ce qui explique qu'il se permet de ne pas appliquer le principe du tiers exclu pour lui-même). Au contraire, il dirige une logique implacable contre l'adversaire; c'est quand ce dernier attache une importance intrinsèque à la logique du discours et à son contenu que Nagarjuna l'enferme complètement dans le principe de contradiction et le principe du tiers exclu.

« On ne voit jamais  Nagarjuna partager la prison de ses adversaires, comme fait Aristote, à savoir le dilemme
. [...] [Les constructions logiques] sont des vues de l'esprit, des constructions de l'imagination [...] Utiles et valables au niveau pragmatique [elles] nous piègent dès que nous leur prêtons nature d'exister [...] Entre le vécu existentiel et sa conceptualisation subside une faille incomblable, qui est la raison d'être de la conversion bouddhique[...] Car il est bien vrai que, si dans la discussion, la logique a le dernier mot, elle n'est pas le dernier mot. »

### La Vacuité de tous les phénomènes
L'objectif d'une telle approche logique qui déconstruit systématiquement tous les points de vue particuliers sert à détruire les concepts que nous nous faisons de la réalité et à nous libérer du découpage artificiel que l'esprit ordinaire applique à toutes choses.
Guy Bugault déclare :

« Le but visé n'est pas un quelconque néant, mais un suspens de toute affirmation et toute négation, ainsi que des réactions affectives qui les accompagnent inévitablement [Il s'agit de] vider l'esprit de toute prétention et de toute aliénation. »

Nagarjuna dit expressément ne tenir aucune thèse particulière :

« Si j'avais une thèse, je serais en faute. Mais je n'ai aucune thèse. C'est pourquoi il n'est point de faute pour moi. »

À la suite du Bouddha, les Madhyamaka réfutent toutes les thèses sur l'existence ou la non-existence du temps, du commencement et de la fin du monde, d'un Dieu créateur, de la matière, etc. Mais la cible principale, qui résume toutes les autres sera l'existence intrinsèque des phénomènes, en général, et de soi-même, en particulier. Ils professent donc la vacuité, Śūnyatā, de tous les phénomènes sans exception : les phénomènes sont vides d'existence intrinsèque. C'est l'objet du chapitre 15 des Stances du milieu de Nagarjuna, qui est le chapitre central de l'ouvrage. Nagarjuna y déclare, par exemple :

« Dire « il y a » c'est prendre les choses comme éternelles, dire « il n'y a pas pas » c'est ne voir que leur anéantissement. C'est pourquoi l'homme clairvoyant ne s'attachera ni à l'idée d'être ni à l'idée de non-être (15, 10). »

Mais penser que la vacuité est une nouvelle thèse intellectuelle, c'est retomber exactement dans le piège dont le Madhyamaka veut nous faire sortir. C'est pourquoi, Nagarjuna dit :

« Les Victorieux ont proclamé que la vacuité est le fait d'échapper à tous les points de vue. Quant à ceux qui font de la vacuité un point de vue, ils les ont déclarés incurables (13, 8). »

Matthieu Ricard commente :

« La notion de vacuité, à son tour, ne doit pas servir de support à l'élaboration de nouvelles fixations conceptuelles. C'est pourquoi le Bouddha prend la précaution de parler de la « vacuité de la vacuité ». [...] La méditation sur la vacuité est le remède qui permet de se libérer des concepts erronés sur la nature des choses, de l'attachement à une réalité solide. Or si ce remède devient lui-même une source d'attachement à une « vacuité », il n'y a plus de cure possible. »

Plus étrange, Nagarjuna s'attaque même à certains des enseignements les plus importants de la première roue des enseignements du Bouddha comme les quatre nobles vérités.
Pour toutes ces raisons, Nagarjuna a été attaqué de toutes parts : on l'a accusé de ne pas être bouddhiste, d'être un sophiste qui déclare que tout est relatif et que toutes les opinions se valent et surtout d'être un nihiliste qui pense que rien n'existe vraiment et donc que tout est permis sur le plan de la conduite. En fait, rien n'est plus faux. Mais Nagarjuna avait déclaré lui-même que son enseignement était très difficile à comprendre et qu'il pouvait faire tomber dans le nihilisme ceux qui ne la comprenaient pas :

« La vacuité, mal comprise, perd l'homme à l'intelligence courte, comme un serpent mal saisi (24, 11). »

En effet, Nagarjuna réfute autant la non-existence que l'existence (comme en (15, 10) ci-dessus). D'autre part, il déclare très clairement que la doctrine de la vacuité est identique à l'enseignement central du Bouddha de la coproduction conditionnée et que l'on ne peut comprendre la doctrine de la vacuité qu'à travers l'enseignement sur les Deux Vérités du Bouddha.
Ce qui fait dire à Guy Bugault :

« La dialectique ablative [par négation] de Nagarjuna [...] n'a rien à voir avec les motivations des sophistes. Le but visé n'est pas un quelconque néant, mais un suspens de toute affirmation et toute négation, ainsi que des réactions affectives qui les accompagnent inévitablement. »

En effet, Nagarjuna déclare :

« C'est la Coproduction conditionnée que nous entendons sous le nom de vacuité. C'est là une désignation métaphorique, ce n'est rien d'autre que la voie du milieu [le Madhyamaka] (24, 18). »

Et :

« C'est en prenant appui sur deux vérités que les Bouddha enseignent la Loi, d'une part une vérité conventionnelle et mondaine, d'autre part la vérité de sens ultime (24, 8). Ceux qui ne discernent pas la ligne de partage entre ces deux vérités, ceux-là ne discernent pas la réalité profonde qui est dans la doctrine des Bouddha (24, 9). »

En conséquence, la compréhension de la vacuité et de la coproduction conditionnée correspond au point d'articulation des deux vérités.
Stéphane Arguillère le dit explicitement :

« La Coproduction conditionnée est là où convergent la compréhension de la réalité de surface et la vue de l'absolu. »

Lorsqu'il dit que les phénomènes sont vides d'existence intrinsèque, Nagarjuna dit précisément qu'« ils sont libres de permanence et de non-existence ». En effet, il dit :

« Dire « il y a » c'est prendre les choses comme éternelles [c'est-à-dire qu'elles durent], dire « il n'y a pas » c'est ne voir que leur anéantissement [c'est-à-dire qu'elles n'existent pas]. (15, 10). »

Philippe Cornu commente :

« Au niveau relatif, les phénomènes apparaissent à nos sens et semblent exister vraiment, mais ils sont ultimement dépourvus d'existence intrinsèque : phénomènes composés, c'est-à-dire soumis à la causalité, ils sont impermanents et dépourvus d'être en soi. Nés d'une combinaison de causes et de circonstances, leur existence dépend d'autres facteurs : c'est la Coproduction conditionnée ou interdépendance. »

Sogyal Rinpoché explique :

« Si tout est impermanent, alors tout est « vide », c'est-à-dire sans existence intrinsèque, stable ou durable. Et toutes choses, comprises dans leur véritable relation, sont vues non comme indépendantes mais comme interdépendantes [...] Si vous y regardez de près, rien ne possède d'existence intrinsèque. C'est cette absence d'existence indépendante que [les bouddhistes] appellent « vacuité »  . »

Et il donne un exemple concret :

« Pensez à un arbre : vous aurez tendance à le percevoir [...] en tant qu'objet clairement défini, ce qui est vrai à un certain niveau. Mais un examen attentif vous montrera qu'en fin de compte, il ne possède pas d'existence indépendante : [...] il se dissout en un réseau extrêmement subtil de relations s'étendant à l'univers entier : la pluie qui tombe sur ses feuilles, le vent qui l'agite, le sol qui le nourrit et le fait vivre, les saisons et le temps, la lumière de la lune, des étoiles et du soleil - tout cela fait partie de l'arbre. [...] Tout l'univers contribue à faire de l'arbre ce qu'il est, qu'il ne peut à aucun moment être isolé du reste du monde et qu'à chaque instant, sa nature se modifie imperceptiblement. C'est ce que [les bouddhistes] entendent lorsqu'ils disent que les choses sont vides, qu'elles n'ont pas d'existence indépendante. »

Et Matthieu Ricard déclare :

« L'investigation bouddhiste conduit à la constatation que le moi et les phénomènes extérieurs n'existent pas de façon autonome, que le « moi » et les « autres » n'est qu'une étiquette illusoire. C'est ce que le Bouddhisme appelle « vacuité », ou absence d'existence propre. »

Ou encore :

« Le bouddhisme réfute l'existence d'entités indépendantes pour arriver à la notion de relation et de causalités réciproques : c'est uniquement en relation et en dépendance avec d'autres facteurs qu'un évènement peut survenir. Cette notion d'interdépendance est synonyme de vacuité, terme qui n'indique pas une négation du monde des phénomènes, mais l'absence d'entités autonomes en tant que composantes de la réalité [...] Le bouddhisme [...] envisage le monde comme un vaste flux d'évènements reliés les uns aux autres et participant tous les uns des autres. Notre mode d'appréhension de ce flux cristallise certains aspects de cette globalité de manière purement illusoire et nous fait croire qu'il s'agit d'entités autonomes dont nous sommes entièrement séparés. »

Philippe Cornu conclut :

« L'interdépendance des phénomènes implique leur absence d'être en soi. Elle nous détourne de l'éternalisme [de croire qu'ils durent éternellement], puisque des phénomènes existant en soi ne pourraient exister en dépendance d'autres phénomènes. Il n'y aurait alors ni production ni destruction possibles. Elle nous évite aussi une conclusion nihiliste [de penser que les phénomènes n'existent pas du tout], puisque les phénomènes apparaissent et existent relativement par le fait de la production interdépendante. Les phénomènes n'ont donc pas d'être en soi, mais ne sont pas inexistants non plus. Telle est la voie du milieu. »

Le Bouddha avait déjà dit dans le Dhammapada qui appartient au premier tour roue du Dharma :

« Toutes les choses sont dépourvues d'un « soi ».

Qui a, par la sagesse, saisi cette vérité

Est lassé de toute souffrance.

C'est la voie de la purification. »

La notion de vacuité (Śūnyatā) est donc identique à l'enseignement du Bouddha sur la coproduction conditionnée : « à la veille de son Éveil, le futur Bouddha découvrit le mécanisme entier de la causalité du karma, la chaîne des causes et des effets qui constitue l'édifice de l'existence conditionnée dans le samsara. [C'est la coproduction conditionnée] Son principe est l'interdépendance de tous les phénomènes […] Il y a un enchaînement incessant de phénomènes conditionnés […] qui sont à leur tour conditionnants pour la formation de nouveaux phénomènes ».
Le Madhyamaka professe que c'est le cas de tous les phénomènes sans exception. Pour cette raison, et à la suite du Bouddha, il en déduit que tous les phénomènes sont créés par des causes et des conditions, tous interdépendants, impermanents et c'est ça qu'il appelle la vacuité de tous les phénomènes.

### Formulation logique
Le lien logique entre la coproduction conditionnée et la vacuité des phénomènes peut être présenté ainsi : le fait que tout soit né de causes et de conditions s'oppose à l'identité des êtres; en termes purement logiques le Principe de raison suffisante s'oppose au Principe d'identité.
C'est ce que dit Guy Bugault:

« Pour un bouddhiste, et singulièrement pour un Madhyamaka, le Principe de raison suffisante s'oppose directement au Principe d'identité. »

Le principe d'identité a été formulé pour la première fois en Occident par Aristote : il affirme qu'une chose, considérée sous un même rapport, est identique à elle-même.
On l'exprime sous la forme : « ce qui est, est » (x est x).
Le Principe de raison suffisante a été formulé explicitement beaucoup plus tard en occident par Leibniz au XVIIe siècle et stipule que « jamais rien n'arrive sans qu'il y ait une cause ». Il est à la base de la science moderne.
La causalité joue un rôle central dans le Bouddhisme, depuis que le Bouddha a enseigné la coproduction conditionnée. Philippe Cornu le dit :

« La causalité est une notion très importante du bouddhisme selon laquelle tous les phénomènes [...] du samsara sont le fruit de causes et de conditions précises. Dans le Bouddhisme, la causalité est le moteur du monde. »

Mais dire qu'un phénomène, x, est né de causes et de conditions c'est dire qu'il est né d'autre chose que lui-même (non x), qu'il est fait d'autre chose que lui-même, et qu'il ne durera pas et disparaîtra : c'est dire que (x est x) n'est vérifié pour aucun phénomène. Tout ce qui est né de causes et conditions est destiné à la destruction.
C'est ce que dit Guy Bugault:

« Nagarjuna ne conteste pas le  Principe d'identité x égal x [...] Mais le vrai problème n'est pas dans cette équation, il est dans la première syllabe [...]: x qu'est ce que c'est? [...] Sans le savoir nous découpons les êtres sur un fond et ainsi les faisons exister. Abstraits ou concrets, nous constituons les êtres en oubliant leurs relations [entre autres, les phénomènes de causalité qui leur ont donné naissance] [...] Aucun être ne peut être coupé de son environnement autrement que par une abstraction inconsciente, il est impossible que Nagarjuna, sur le plan existentiel qui est le sien, [...] puisse accepter que l'on parle de x. Dans une perspective existentielle, x égal non-sens, et x égal x c'est non-sens sur non-sens, puisque x n'est jamais donné dans l'expérience. [...] C'est [juste] une manière de parler au niveau des vérités conventionnelles
. »

Et Nagarjuna:

« Qu'un être en soi vienne à l'existence en raison de causes et conditions est contradictoire. Un être en soi engendré par des causes et conditions serait, en réalité, un être composé (15,1). Et puis comment fabriquer un être en soi? Car un être en soi est non construit et ne dépend pas d'autre que soi (15,2). »

Nagarjuna ne dit jamais que les phénomènes n'existent pas (non-x), il dit qu'ils ne sont que des découpages dans des chaînes infinies de relations. Ils n'existent pas en tant qu'entités autonomes qui durent x = x : ils n'auront qu'un caractère éphémère, impermanent.

### La production dépendante
Concrètement, une grande partie de la « voie » dans le Madhyamaka consiste à méditer longuement sur des raisonnements qui permettent d'amener à une compréhension profonde de la vacuité. Les raisonnements le plus important est celui appelé la production dépendante. Georges Dreyfus l'explique :

« La production dépendante [est] appelée le roi des raisonnements. C'est en effet le raisonnement le plus important. Pourquoi ? Parce que tous les autres raisonnements de la vue Madhyamaka qui ont pour but d'établir la vérité, s'appuient sur la production dépendante [...] C'est le point de passage obligatoire. Si nous ne comprenons pas [l']alliance indissociable, la paire inséparable qu'est l'apparence et le vide, nous ne pourrons en aucun cas comprendre la vacuité. Il se peut que nous nous en approchions, mais, en nous approchant, notre vision du vide tendra à impliquer la non-existence des objets, alors que notre vision de l'effectivité des objets tendra à nier, à contredire ce vide. »

La production dépendante revient à réaliser que:
I. les phénomènes sont une production dépendante, ils sont nés de causes et de conditions.
II. Les phénomènes existent en dépendance de leurs parties.
III. Les phénomènes existent en dépendance d'une conscience qui les dénomment.
Le troisième niveau est le plus subtil et le plus profond. Dire que les phénomènes existent uniquement en dépendance d'une conscience est souvent mal compris. On s'imagine que la conscience crée des objets comme dans le rêve ce qui n'est pas du tout le point. Cela veut dire que les êtres ne perçoivent pas les mêmes objets. Matthieu Ricard l'explique dans un contexte moderne :

« La façon dont nous percevons les phénomènes fait intervenir la conscience, puisque celle-ci fait partie de l'interdépendance générale [...] Selon le Bouddhisme, la façon dont nous percevons le monde est très spécifique. Le fait que les humains perçoivent tous le monde de façon à peu près identique est dû au fait que leur conscience et leur corps ont, pour ainsi dire, une configuration similaire. Le monde d'un être humain diffère considérablement de celui d'un insecte, lequel diffère de celui d'un oiseau. »

Trinh Xuan Thuan, avec qui il dialogue, lui répond :

« Les neurobiologistes te diront effectivement que le monde est perçu différemment par les diverses espèces animales. Par exemple, leurs yeux sont sensibles à des lumières de couleur différente ou à des rayonnements invisibles aux humains. Ainsi un chien peut voir dans l'obscurité, car ses yeux sont plus sensibles à la lumière infrarouge que ceux des humains. Un pigeon peut appréhender des rayons ultraviolets que nous ne percevons pas. Les chauves-souris ne se repèrent pas par la vue, mais en écoutant l'écho des ultrasons qu'elles émettent. Leur représentation du monde est donc certainement très différente de la nôtre. »

Matthieu Ricard commente :

« Tu parlais de voir plus ou moins le même objet à la même place. Mais les concepts mêmes d'« objet » et de « place » sont certainement très différents selon le type d'être qui les perçoit [...] L'être humain doit tout simplement renoncer à se faire une idée du monde tel que le perçoivent les animaux, par exemple, une chauve-souris. »

Pour donner un exemple clair, on peut dire que dans l'hypothèse où la matière existerait vraiment (ce que ne croit pas le Madhyamaka mais ce que croient les écoles Sautrāntika et Vaibhashika du Hinayana) des animaux entrant dans une pièce ne feront pas le même « découpage » de la matière dans la pièce, voyant des objets différents. Par exemple, certains distingueront des objets là ou d'autres n'en verront qu'un seul selon leur sensibilité particulière (à la température, aux ultra-violets, aux infra-rouges…), leur taille (des insectes microscopiques verront des vallées, des montagnes, là où les êtres humains voient un tapis ou un coussin), etc. Les objets ainsi « découpés » par les êtres sensibles n'existent qu'en dépendance d'une conscience. C'est ce que veut dire : les phénomènes existent en dépendance d'une conscience qui les dénomment.
Les Madhyamaka poussent à l'extrême ces analyses déclarant qu'aucun substrat commun ne peut être mis en évidence (par exemple la matière ou la conscience) et que la notion d'objet en soi n'a aucun sens. Les Madhyamaka nient l'existence d'un « univers objet ».

### Démonstration des éclats de diamant
Tout le Madhyamaka présuppose la coproduction conditionnée telle que l'a enseignée le Bouddha et se fonde dessus. Il n'est pas surprenant qu'elle fasse l'objet de la première des Stances du milieu. Mais curieusement, elle prend une forme semi-négative :

« Jamais, nulle part, rien qui surgisse, ni de soi-même, ni d'autre chose, ni des deux à la fois, ni sans cause (1,1). »

Ce verset va conduire à une démonstration qui réfute les quatre alternatives de la production causale des phénomènes et donc déconstruit rationnellement la coproduction conditionnée elle-même. Cette démonstration, centrale dans le Madhyamaka, a pour nom la démonstration des éclats de diamants. Sa formulation la plus achevée a été donnée par Chandrakîrti (600;v. 650), probablement le plus grand maître indien Madhyamaka depuis Nagarjuna, dans son Madhyamakāvatāra (L'entrée au milieu).
La coproduction conditionnée a été enseignée durant le premier tour de roue du Dharma présentée comme un ensemble de douze liens, ou maillons, les douze nidānas, formant une suite cyclique. L'école Cittamatra en donne une formulation plus poussée, en expliquant, entre autres, que la cause de tout ce que nous percevons et de ce qui nous arrive est la maturation de traces karmiques (Vasana) déposées dans la « conscience-base-de-tout » ou «  Ālayavijñāna ». Le Cittamatra repose sur les enseignements de le troisième tour de roue du Dharma qui introduisent, entre autres, l'Ālayavijñāna. Le Madhyamaka ne s'attaque pas directement à ces constructions rationnelles de la coproduction conditionnée mais met en difficulté ces descriptions dans l'analyse de la causalité elle-même à l'aide de la démonstration des éclats de diamant.
Le Madhyamaka applique à la question de la coproduction conditionnée le dispositif logique du tétralemme. En effet, le point de départ est le fait que la production d'un phénomène ne peut être que :
1. soit à partir de lui-même ;
2. soit à partir d'un ou plusieurs autres phénomènes ;
3. à partir d'une combinaison de lui-même et d'autres phénomènes ;
4. spontanément, à partir de rien.

Selon Chandrakirti (Introduction à la Voie Moyenne), (1) est le point de vue du Sāṃkhya et du Vedanta (l'effet est préexistant dans sa cause), (2) celui du bouddhisme Cittamatra, Sautrantika, et Sarvāstivādin, et de l'hindouisme Nyâya Vaisheshika, (3) celui du jaïnisme, (4) celui du matérialisme Chârvâka ou Lokayata (création ex nihilo).
Ces quatre possibilités posées, toutes les branches du bouddhisme en éliminent trois. L'auto-engendrement (1) est réfuté. En effet, Stéphane Arguillère écrit :

« l'hypothèse de la production à partir de soi-même, considérée comme caractéristique de l'éternalisme imputé aux brahmanes, est réfutée à partir d'une considération sur la temporalité dans la production :  au moment où il est produit, ou bien le phénomène existe déjà, ou bien il n'existe pas encore. Or, s'il existe déjà, parler de production est absurde. Par conséquent, puisqu'un phénomène ne peut se précéder lui-même, il ne peut pas être sa propre cause, laquelle, par hypothèse, est antérieure à son effet. La première hypothèse est donc absurde, et cela entraîne aussi l'absurdité de la troisième [...] a fortiori. »

La production à partir de rien (4) est réfutée puisque le monde n'est pas chaotique.
Stéphane Arguillère écrit :

« La quatrième hypothèse, attribuée au nihilisme, est rejetée presque sans examen, parce qu'elle est totalement incompatible avec l'expérience commune et ne peut être posée de bonne foi : si les choses naissaient de rien, le monde présenterait un caractère totalement décousu [...] chaotique et imprévisible, qu'on ne lui connaît pas. »

L'hypothèse (2) est donc la plus importante pour les bouddhistes : c'est elle qui sous-tend les douze liens, nidānas, de la coproduction conditionnée ainsi que la doctrine Cittamatra.
Stéphane Arguillère écrit :

« Cette [hypothèse] est aussi combattue à partir d'une analyse temporelle [...] : la cause et l'effet sont-ils simultanés ou successifs? La possibilité d'un chevauchement partiel est exclue : chaque phénomène en dernière analyse, n'occupe en effet ni plus ni moins qu'un instant et à cet égard, deux [phénomènes] sont ou bien simultanés ou successifs. [...] Si la cause et l'effet étaient simultanés alors l'effet de l'effet aussi, et la cause de la cause ; la durée de l'univers serait écrasée [en un instant]. Il faut donc que la cause et l'effet soient successifs [Dans ce cas] au moment de la production de l'effet, ou bien la cause existe (et, dans ce cas, elle est strictement contemporaine de l'effet), ou bien elle n'existe plus (si elle est antérieure à l'effet, et, dans cette hypothèse, qu'elle ait cessé d'être depuis peu ou depuis longtemps, son néant [...] est égal). Par conséquent, [...] la coproduction conditionnée est impossible selon n'importe laquelle des quatre branches du tétralemme. »

Les écoles Hinayana et Cittamatra avaient construit rationnellement la coproduction conditionnée à partir de l'hypothèse (3): « la production à partir d'un autre ». Le Madhyamaka l'a déconstruit. Est-ce que cela veut dire que la coproduction conditionnée n'existe pas, n'est pas vraie? Nagarjuna n'a jamais dit cela. Il dit que la coproduction conditionnée doit être distinguée de « la production à partir d'un autre » et que le passage de la cause à l'effet, le rapport causal, est insaisissable par l'esprit ordinaire, rationnel.
C'est pourquoi Matthieu Ricard, après avoir exposé la démonstration des éclats de diamant déclare :

« Au-delà des limitations inhérentes à la simple rationalité théoriques, une appréhension véritable de [la Coproduction conditionnée] ne peut passer que par l'expérience contemplative. »

Et Stéphane Arguillère:

« La présentation de la « simple production conditionnée » comme nettement distincte de la « production à partir d'un autre », est parfaitement compatible avec les vies passées et futures, le Karma et tout [...] le Bouddhisme. »

En fait, la déconstruction rationnelle de la coproduction conditionnée par les Madhyamaka n'est pas surprenante pour au moins deux raisons :
I. Expliquer la coproduction conditionnée à partir de la « production à partir d'un autre » ne peut plus avoir de sens puisque les Madhyamaka ont prouvé la vacuité de tous les phénomènes donc de l'« un  » et de l'« autre ». Les phénomènes ont perdu toute identité intrinsèque, il n'est donc pas étonnant qu'ils perdent la seule substantialité que les bouddhistes leur accordaient : leur « efficience », c'est-à-dire leur capacité à être la cause d'un effet. C'est ce que dit Stéphane Arguillère:

« Au fond, ce que [le Madhyamaka] nie, ce n'est pas la succession des phénomènes dans l'ordre où ils sont censés se produire [à cause de la Coproduction conditionnée] selon les autres écoles [le Hinayana et le Cittamatra] ; ce qu'il paraît nier, c'est l’efficience de la cause. [...]  Il n'y a pas lieu de s'étonner si les Madhyamaka fidèles à l'esprit de leur doctrine, dont tous les raisonnements ne visent qu'à évacuer les phénomènes, ou plutôt à en révéler la vacuité, ne peuvent accepter la « production à partir d'un autre », même en réalité de surface : ce serait accorder encore aux choses un semblant de consistance. »

II. Chercher à saisir l'acte causal lui-même, c'est chercher la « cause de toutes causes », c'est essayer de comprendre d'où vient la coproduction conditionnée qui est le moteur du monde, son origine, pourquoi elle existe. Ce n'est rien de moins que de chercher l'origine du monde, la « Cause » du monde. Or, on le sait le Bouddha a gardé le silence sur cette question. Les Madhyamaka réfutent l'existence du concept d'une entité extérieure permanente qui aurait créé le monde (le concept de Dieu) de même qu'ils réfutent un monde provenant du hasard. Les Bouddhistes professent très explicitement que la coproduction conditionnée est « sans début ni fin », que les chaînes causales sont en nombre infini sans début ni fin. La raison du silence du Bouddha provient du fait que l'esprit ordinaire est un produit de cette Cause elle-même et ne peut donc pas la saisir. C'est ce qu'explique Matthieu Ricard :

« Cette notion [de l'origine de l'univers] est « inconcevable » [...] parce que l'esprit conceptuel participe de l'apparition causale, émerge de celle-ci et l'alimente. Il ne peut donc pas se placer « en dehors » de la chaîne de causalité pour déterminer sa propre origine. »

Trinh Xuan Thuan, avec qui il dialogue, lui répond :

« Cela sonne étrangement comme le Théorème d'incomplétude de Gödel, selon lequel il n'est pas possible de démontrer qu'un système est cohérent en restant à l'intérieur de ce système. Pour ce faire, il faut en sortir. »

Le Théorème d'incomplétude de Gödel a été démontré par Kurt Gödel en 1931 et est considéré comme la plus grande découverte en logique en Occident depuis l'énonciation des grands principes (principe de contradiction, Principe d'identité, etc.) par Aristote.
En conclusion, l'acte causal lui-même qui est le moteur de la coproduction conditionnée et qui implique la vacuité de tous les phénomènes aura toujours un caractère complètement insaisissable pour l'esprit ordinaire et le langage. C'est la raison pour laquelle le Bouddha a gardé le silence sur cette question. La démonstration des éclats de diamant est d'une importance extrême dans la mesure où elle met le doigt exactement sur cet aspect insaisissable de l'acte causal et invite à lâcher l'esprit ordinaire et à s'en libérer ce qui est tout l'objectif du Madhyamaka. Pour les raisons logiques invoquées ci-dessus, le seul moyen possible de saisir l'acte causal lui-même fait appel à un autre genre de connaissance que celui qui sépare sujet/objet où le sujet (la cause de la coproduction conditionnée) s'identifie à l'objet (la coproduction conditionnée) de cet acte de connaissance.

### La Prajna

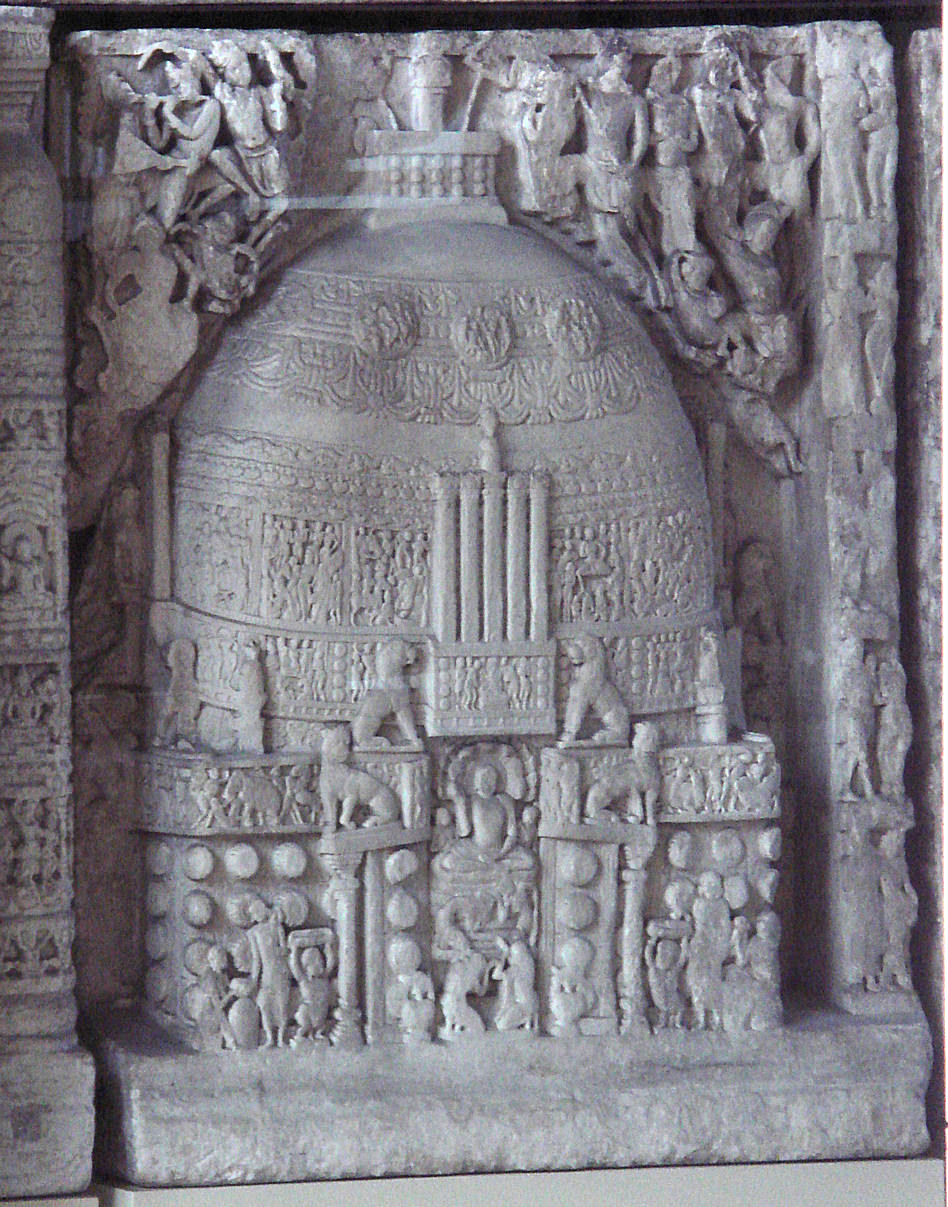
Bas-relief du stūpa d'Amaravati IIe siècle, proche de Nagarjunakonda dans l'Andhra Pradesh où aurait vécu Nāgārjuna à la même époque, British Museum.

Comprendre la coproduction conditionnée et la notion de vacuité (Śūnyatā) intellectuellement permet de comprendre que la vérité relative est différente de la vérité absolue du point de vue intellectuel : c'est-à-dire comprendre intellectuellement que les choses ne sont pas telles qu'elles nous apparaissent. Mais l'intellect est encore l'esprit illusionné et Nāgārjuna a bien dit que la vacuité n'est pas une vue intellectuelle. Le Madhyamaka n'a pas pour objectif de présenter la coproduction conditionnée, ce qui a été fait lors du premier tour de roue du Dharma. Le Cittamatra, dont les textes reposent en grande partie sur le troisième tour de roue du Dharma, avait pour objectif de donner une justification et une description intellectuelle extrêmement rigoureuse et cohérente de cette coproduction conditionnée qui gouverne le monde phénoménal tel qu'il nous apparaît donc qui gouverne la réalité relative. Ce n'est pas le cas du Madhyamaka qui repose surtout sur le deuxième tour de roue du Dharma. Le Madhyamaka part bien de la coproduction conditionnée mais ce n'est pas du tout pour rester sur la compréhension intellectuelle de cette coproduction conditionnée mais au contraire pour la dépasser et passer de la vérité relative à la vérité absolue et plus précisément pour les unir, puisque du point de vue absolu, vérité relative et vérité absolue sont identiques. C'est pourquoi, Stéphane Arguillère déclare :

« l'idéalisme bouddhique [le Cittamatra] pousse jusqu'à son terme la volonté de construire rationnellement le mécanisme de la Coproduction conditionnée des phénomènes, tandis que le Madhyamika s'affaire au contraire à la deconstruire [rationnellement, en particulier dans la démonstration des éclats de diamant]. »

Dire que le Madhyamika déconstruit la coproduction conditionnée rationnellement semble contradictoire avec le fait que Nagarjuna déclare que la coproduction conditionnée est ce qu'il entend sous le nom de vacuité. C'est, en effet, contradictoire pour l'esprit intellectuel qui est encore l'esprit illusionné et pour qui les deux vérités relative et absolue sont différentes. C'est précisément le but du Madhyamaka de sortir de la compréhension purement intellectuelle de la coproduction conditionnée pour en trouver son origine et s'en libérer (et donc se libérer de la loi du karma). Il ne s'agit pas du tout de nier la coproduction conditionnée mais, au contraire, de la comprendre véritablement ce qui est le seul moyen pour ne pas la subir passivement et pour ne plus être enfermé par elle.
Pour bien distinguer la compréhension de la vacuité d'un point de vue intellectuel de sa compréhension véritable, Stéphane Arguillère explique que les bouddhistes distinguent soigneusement deux sens pour la vacuité:

« La vacuité se prend en deux sens principaux : vacuité de négation absolue et vacuité souverainement parée de tous les modes. »

La première est celle dont il a été question plus haut. Stéphane Arguillère dit :

« La vacuité de négation absolue, qui est le principal objet des textes classiques Madhyamika, est l'absence de nature propre supposée [l'absence d'existence intrinsèque], qui à l'examen de tout phénomène [par les raisonnements Madhyamika], s'avère n'être qu'une fiction. »

Stéphane Arguillère dit que la deuxième ne peut pas être comprise intellectuellement :

« La vacuité souverainement parée de tous les modes ne saurait être l'objet de l'entendement ordinaire : sa perception adéquate est [...] réservée à un autre genre de connaissance. »

Ce « genre de connaissance » est au-delà du découpage sujet/objet de l'esprit ordinaire :

« elle se distingue de la vacuité de négation absolue en tant qu'elle n'est pas pensée abstraitement de la connaissance principielle qui la comprend, [c'est-à-dire] la vacuité ne doit pas être prise abstraitement de la connaissance principielle (Jñāna) qui [...] la perçoit: ce sont deux aspects d'une seule et même chose, distincts pour nous, non en soi. »

En conséquence, pour réaliser la vacuité et unir la vérité relative et la vérité absolue, l'esprit ordinaire et tous ses concepts doivent disparaître pour laisser la place à la Jñāna ou « sagesse transcendante » qui amène à la vraie connaissance (Prajna) de la vacuité. La Prajna signifie ici « la connaissance directe qui mène à la libération […] la connaissance directe de la vacuité du soi individuel et de tous les phénomènes […] au-delà de la simple connaissance intellectuelle ». La deuxième roue du Dharma parle rarement directement (comme la première roue du Dharma) de cette sagesse transcendante (Jñāna) dont la description apparaît dans la troisième roue du Dharma. Cette sagesse transcendante permet de voir la réalité telle qu'elle est, la Réalité Ultime, le Dharmadhatu. Par cette sagesse, on ne connaît jamais « quelque chose », c'est pour cela qu'il n'y a pas de concept de toute entité absolue, en particulier de Dieu, dans le Bouddhisme même conçu comme un « Non-Être » comme dans les courants néoplatoniciens grecs (comme chez Proclus ou Damascius) ou chrétiens (Pseudo-Denys l'Aréopagite ou Maître Eckart) ou dans le Védanta d'Adi Shankara car ce mode de connaissance ne peut être conçu comme connaissance d'une chose. Certains des mystiques non-bouddhistes ont parlé de « non-connaissance » comme la « docte ignorance » de Nicolas de Cues ce qui est plus proche de ce dont il est question dans le Bouddhisme mais il y a toujours au niveau relatif un concept de Dieu contrairement au Bouddhisme. C'est précisément l'objectif du Madhyamaka de déconstruire définitivement toute notion d'entité et d'objet même pour l'absolu en conformité avec l'enseignement du Bouddha. En effet, l'objectif des sutras du deuxième tour de roue du Dharma est de déconstruire l'esprit ordinaire et ses découpages arbitraires de la réalité pour amener justement à cette « sagesse transcendante ». Les tantras partent de la vue de cette « sagesse transcendante » rapportée par des Êtres éveillés et le Dzogchen travaille directement sur l'expérience de cette sagesse par le pratiquant.
C'est ce que dit explicitement Stéphane Arguillère :

« Ce qui subsiste lorsque « l'esprit est arrêté » [c'est-à-dire quand l'esprit ordinaire disparaît] ne fait pas, dans les traités des Madhyamaka prāsangika indiens, l'objet d'une élucidation radicale, sinon à partir de ce fameux passage où Nagarjuna dit que « chacun l'intelligera par-lui-même » où les commentateurs tibétains croient lire toutes sortes de choses. C'est bien plutôt le propos des Cinq Dharma de Maitreya [liés au troisième tour de roue du Dharma et qui sert de base doctrinale au Cittamatra] d'une part, des tantras en général d'autre part, et enfin, en particulier, du Dzogchen. La nature de l’Intelligence [ Rigpa en tibétain, la signification la plus élevée de la Jñāna] y est présentée en termes directs et positifs. »

Néanmoins, la connaissance directe de la vacuité (Prajna) à l'aide de cette « sagesse transcendante » (Jñāna) est omniprésente, en arrière-plan, dans le deuxième tour de roue du Dharma et donc dans le Madhyamaka puisque la plupart des textes de cette deuxième roue du Dharma qui ont été redécouverts par Nagarjuna s'appellent justement les Prajnaparamita sutra. Le Sūtra du Cœur commence d'ailleurs par un hommage à cette prajna:

« Inconcevable et inexprimable, 

la prajnaparamita non née et sans cessation 

a une nature semblable au ciel

et ne peut être éprouvée que par la sagesse du discernement: 

Hommage à la Mère des Bouddhas des trois temps. »

Ces aspects « non né », c'est-à-dire incréé, et « semblable au ciel », c'est-à-dire sans aucune limitation possible de cette « Intelligence primordiale » apparaissent déjà dans le premier tour de roue du Dharma dans les très rares occasions où le Bouddha a accepté de parler directement de l'Éveil en public. Par exemple :

« Il y a un sans-naissance, sans-devenir, sans-création, sans-condition.

S'il n'y avait pas ce sans-naissance, sans-devenir, sans-création, sans-condition,

on ne pourrait échapper au né, devenu, créé, conditionné. 

Mais puisqu'il y a un sans-naissance, sans-devenir, sans-création, sans-condition, 

on peut échapper au né, devenu, créé, conditionné. Udana sutra, VIII, 3. »

Et dans le Dhammapada:

« Ô bâtisseur ! Tu es découvert. Tu ne bâtiras plus de maison désormais.

Tes chevrons sont tous rompus, ta poutre maîtresse disloquée.

Mon esprit, atteignant l'inconditionné, a réalisé l'exctinction de la soif. »

« Les sages inoffensifs qui sans cesse contrôlent leur corps

Accèdent à l'immuable, là où ils n'ont plus à souffrir. »

« Endigue le flot, ô brahmane ! sois vaillant.

Rejette les désirs des sens.

En comprenant la destruction des choses conditionnées,

Tu seras, ô brahmane, celui qui connaît l'incréé. »

Ces aspects seront développés continuellement dans les sutras de la troisième roue du Dharma et surtout dans les tantras.

### La réalité relative: l'illusionisme
Contrairement aux autres écoles classiques du Bouddhisme (Cittamatra, Sautrāntika et Vaibhashika), selon la classification tibétaine) qui construisent rigoureusement la coproduction conditionnée et qui considèrent qu'il y a quelque chose de réel derrière la chaîne causale des phénomènes, « le Madhyamaka, au contraire, et c'est ce qui le caractérise le plus profondément, refuse de dégager une strate réelle sous la strate fictive [des phénomènes qui apparaissent selon le mode de la coproduction conditionnée] ». Stéphane Arguillère déclare :

« [C'est] la raison pour laquelle Nagarjuna peut mettre en équation vacuité et production conditionnée, c'est que précisément, pour lui, les fantômes et les fantasmes du plan fictif [des phénomènes] prennent appui les uns sur les autres, se conditionnent mutuellement, sans qu'il y ait besoin d'un [arrière-plan réel]. La production conditionnée, ce n'est plus la machinerie cachée de l'illusion [comme dans l'école Cittamatra], c'est l'illusion elle-même en tant qu'elle se soutient de son propre entrelacs insaisissable et auto-référent. »

Le Madhyamaka ne nie pas le déroulement des phénomènes due à la coproduction conditionnée telle quelle est décrite dans les autres écoles du Bouddhisme dans le domaine du relatif (en particulier, la loi du Karma telle qu'elle est décrite dans le Hinayana). Mais le Madhyamaka ne cherche pas à le décrire non plus : il insiste sur l'aspect illusoire et insubstantiel des phénomènes. Dans le Samadhiraja Sutra (en), un sutra central pour le Madhyamaka, le Bouddha a dit :

« Sachez que toutes choses sont ainsi :

Un mirage, un château de nuages,

Un rêve, une apparition,

Sans réalité essentielle ; pourtant, leurs qualités peuvent être perçues.
Sachez que toutes choses sont ainsi :

Comme la lune dans un ciel clair

Reflétée dans un lac transparent ;

Pourtant, jamais la lune n'est venue jusqu'au lac.
Sachez que toutes choses sont ainsi :

Comme un écho issu

De la musique, de sons, de pleurs ;

Pourtant, dans cet écho, nulle mélodie.
Sachez que toutes choses sont ainsi :

Comme un magicien nous donne l'illusion

De chevaux, de bœufs, de charrettes et d'autres objets ; 

Rien n'est tel qu'il apparaît. »

Et Nagarjuna:

« Passions, actes, agents, fruits ressemblent à une ville de génies célestes, sont pareils à un mirage, à un songe (17,33). »

Il n'est dit à aucun moment que les phénomènes n'existent pas (les reflets, les phénomènes du rêve, le son de l'écho existent selon leur mode propre) mais qu'ils ne sont pas tels qu'ils apparaissent (Rien n'est tel qu'il apparaît) et qu'ils n'ont pas de substantialité qu'ils tireraient d'eux-mêmes (Sans réalité essentielle ; pourtant, leurs qualités peuvent être perçues). Ce qui est le point central du Madhyamaka.
Les Madhyamaka ne nient jamais la loi du karma, les vies passées et futures. Ils admettent que les choses se passent bien ainsi; mais ils nient que les phénomènes aient une substantialité et même l'efficience de la cause (par exemple de la cause de la rétribution du karma). Stéphane Arguillère après avoir commenté une explication de Rendawa (1349-1412) le maître de Tsongkhapa sur ce sujet, donne l'exemple suivant pour expliquer le point de vue Madhyamaka sur le déroulement des phénomènes :

« Soit une action (quelqu'un brûle un morceau de papier) qui se déroule devant un miroir et le reflet de cette action dans le miroir. Autant la phrase : « le feu brûle le papier » paraît naturelle au sens commun, autant la formule : « le reflet du feu brûle le reflet du papier » nous laisse perplexes et presque mal à l'aise. En effet, l'image du papier, comme telle, est incombustible et le reflet du feu est sans chaleur ; de plus, ces deux choses n'ont qu'une ombre d'existence dans un non-lieu et l'on conçoit pas qu'elles puissent se rencontrer et interagir. En revanche, on voit bien que la situation, étant agencée comme elle l'est, cette scène ne peut pas manquer d'apparaître dans le miroir. »

Comme les reflets d'un miroir, voilà comment les phénomènes se déroulent selon l'école Madhyamaka. C'est pourquoi, ils utilisent un grand nombre d'exemples de phénomènes indirects (reflets, écho, illusion d'un magicien, etc.) Mais l'exemple qui revient le plus souvent est probablement celui du rêve.
Sogyal Rinpoché explique :

« Si nous portons un regard véritable sur nous-mêmes et sur les choses qui nous entourent et qui, jusqu'alors, nous paraissaient si certaines, si stables et si durables, nous nous apercevons qu'elles n'ont pas plus de réalité qu'un rêve. »

Il est absurde de dire que les phénomènes du rêve n'existent pas mais si on rêve sans en avoir conscience, ils nous apparaissent comme des phénomènes de l'état de veille c'est-à-dire selon un mode d'être qui n'est pas le leur. D'autre part, le personnage auquel s'identifie le rêveur, dans son rêve, n'est en aucune façon séparé des autres personnages ou objets du rêve : il n'a pas d'existence autonome, indépendante. Les phénomènes se déroulent selon un ordre déterminé : du feu peut brûler du papier. Mais ce qui est la cause du fait que le papier brûle dans le rêve ce n'est pas le feu du rêve mais la « faculté de rêver » du rêveur. C'est elle qui est la cause de tous les phénomènes du rêve. La comparaison avec le rêve tend vers l'assimilation dans le Cittamātra, où comprendre la cause de la coproduction conditionnée revient à ce que la conscience reconnaisse son caractère autoreproducteur des phénomènes.
Mais pour le Madhyamaka, l'équivalent de la faculté de rêver pour l'ensemble des phénomènes ne peut pas être une faculté personnelle puisqu'il est à l'origine de tous les êtres sensibles, entre autres. Sogyal Rinpoché en parle ainsi :

« Par une contemplation continue et un constant entraînement au « lâcher prise », nous en viendrons à découvrir en nous-mêmes « cela » que nous ne pouvons ni nommer, ni décrire, ni conceptualiser. Nous commencerons alors à comprendre que « cela » est sous-jacent à tous les changements et à toutes les morts du monde. »

« Cela » est à mettre en relation directe avec la « sagesse principielle » appelée Jñāna et au niveau le plus élevé Rigpa dont il a été question plus haut. Le Madhyamaka n'en parle pas directement, puisque tout son objectif est d'arriver à l'atteindre en éliminant l'attachement à tous les concepts précisément : il n'est donc pas question de spéculer intellectuellement dessus. Le Madhyamaka a, par ailleurs, tout préparé pour que « cela » ne soit pas conçu comme une entité permanente.

### Le Bodhisattva

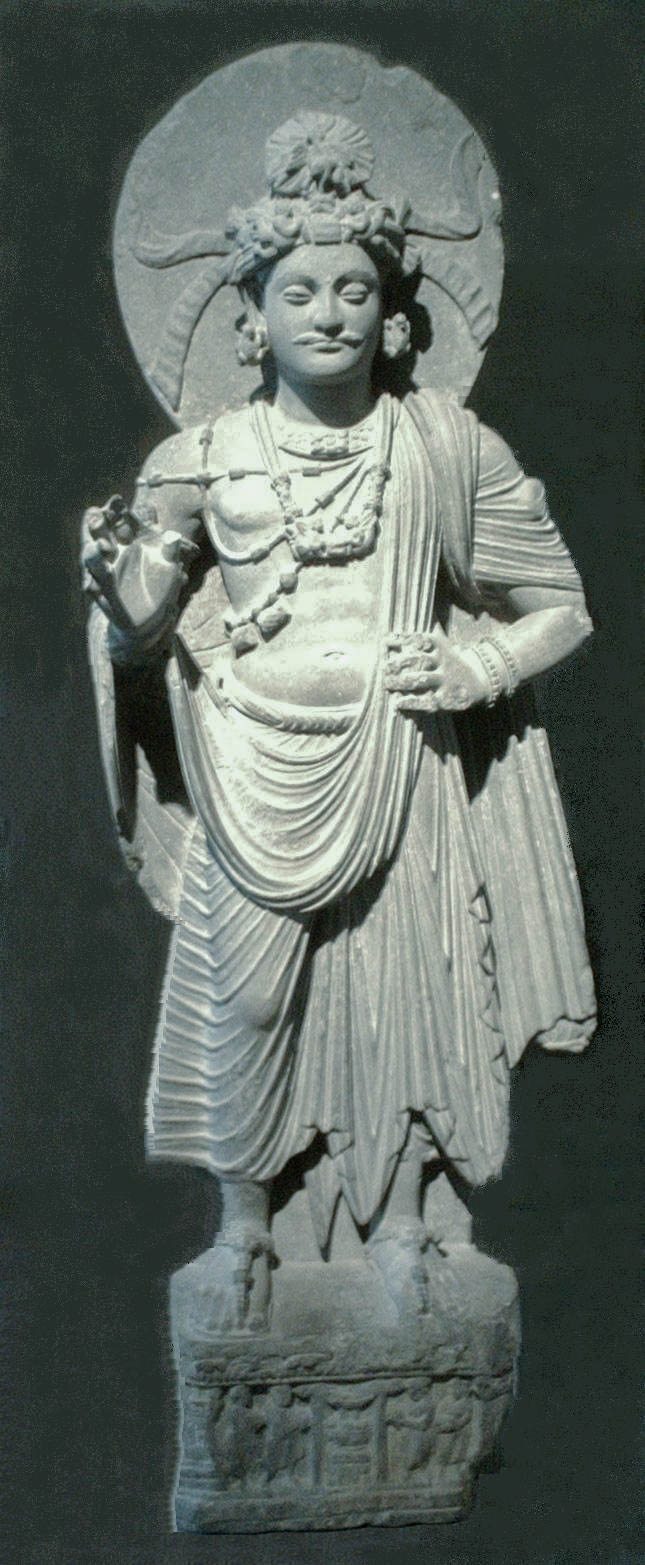
Bodhisattva, époque kouchane,, Musée national des arts asiatiques - Guimet

Le Bodhisattva est celui qui « renonce à entrer dans l'état de nirvāna et se destine à devenir un Bouddha en œuvrant pour le bien d'autrui. ».
La notion de Bodhisattva n'est pas propre au Madhyamaka : elle apparaît déjà dans le Hinayana. Le fait que l'on déclare que la voie du Bodhisattva est la voie supérieure et celle qui doit être adoptée est ce qui définit le Mahayana. Cependant, la généralisation de la notion du Bodhisattva est à peu près contemporaine au développement du Madhyamaka et, d'autre part, il y a un lien très profond entre la notion de vacuité et celle de Bodhisattva.
On croit souvent que le Bodhisattva renonce à l'Éveil, ce qui est faux. Pour comprendre la logique qui a amené à déclarer que la voie du Bodhisattva était, de loin, la meilleure, il suffit de remarquer que dire « je » veux atteindre l'Éveil pour « moi » est une contradiction dans les termes, puisque l'Éveil est précisément l'état où il n'y a plus de « je » et de « moi ». L'idéal du Bodhisattva est, en fait, le moyen le plus rapide, la « voie royale » pour atteindre l'Éveil. Mais, il nécessite d'abandonner profondément et sincèrement tout égoïsme et de considérer tous les autres comme plus importants à soi-même (compassion universelle). Il ne s'agit pas de renoncer à l'Éveil car c'est précisément en atteignant l'Éveil que l'on pourra être efficace pour aider tous les êtres. La définition du Bodhicitta qui est le vœu du Bodhisattva a été donnée par Maitreya à Asanga dans les Cinq traités de Maitreya: « pour le bien de tous les êtres, souhaiter ardemment atteindre l'Éveil complet ». Le Bodhisattva, une fois devenu un Bouddha, fait le vœu de ne pas rester dans le nirvāna mais de revenir toujours dans le monde relatif pour sauver tous les êtres sans exception. Cette idée a même pris une forme systématique dans le bouddhisme tibétain avec la notion de Tulku. Le Tulku est un très grand maître qui a réalisé l'Éveil et qui se réincarne systématiquement pour aider tous les êtres.
Vacuité et compassion universelles peuvent sembler au premier abord contradictoires. Dire que les êtres sensibles sont vides d'existence intrinsèque semble diminuer la valeur de leur existence et donc de leur souffrance. En fait, c'est exactement le contraire. La vacuité est directement liée à l'interdépendance et au fait que tous les êtres sont ontologiquement liés. Faire du bien ou du mal à l'autre, c'est faire du bien ou du mal à soi-même puisque la vacuité dit justement que la séparation soi/autre n'a pas de réalité. La notion de compassion universelle est intimement liée aux notions d'interdépendance, de coproduction conditionnée, d'impermanence et de vacuité qui est la clef de voûte de toutes ces notions. Non seulement la notion de vacuité ne contredit pas la notion de Bodhisattva mais elle la fonde. En effet,
I. Comme tout est interdépendant, notre pouvoir d'agir sur les autres et sur toute chose est très grand.
II. Il n'y a pas d'instance supérieure (un Dieu créateur, par exemple) ni de hasard et donc tout dépend de notre propre responsabilité uniquement.
III. Quoi que nous fassions aux autres êtres, cela nous reviendra tôt ou tard puisqu'il n'y a pas de séparation ultime entre nous et les autres.
Si tous les phénomènes proviennent de causes et de conditions, tous les êtres sensibles ont un libre arbitre. Ce point est peu développé dans la deuxième roue du Dharma sauf dans le Sutra de Vimalakirti qui place la notion d'une liberté fondamentale de tous les êtres en plein cœur du Madhyamaka. Patrick Carré déclare en effet :

« Le Sutra de Vimalakirti porte sur la liberté fondamentale de l'homme et de tous les êtres animés. Cette liberté, proprement inconcevable, prend cependant une forme à la limite des formes : subtile, immense, étonnante, - insaisissable. [...] La connaissance de la vacuité [tisse] un pur filet de compassion, indéfectible rendant inévitable le retour à l'évidence - l'évidence de cette liberté qui nous fonde. »

Cette liberté fondamentale est liée au fait que nous avons cette « sagesse primordiale » inconditionnée en nous (Jñāna) dont il a été question plus haut. La présence de cette sagesse sera développée beaucoup plus dans la troisième roue du Dharma et dans le Cittamatra, en particulier avec la notion de Tathagatagarbha. Tout provient de causes et de conditions, mais pour une situation donnée, un être sensible a toujours la possibilité de faire un choix dans ses actes.
Sogyal Rinpoché l'explique :

« le karma [lié à la Coproduction conditionnée] n'est pas une fatalité, il n'est pas prédéterminé. karma désigne notre capacité à créer et à évoluer. Il est créateur parce que nous pouvons déterminer notre façon d'agir et la motivation qui l'anime. Nous pouvons changer [...] Au travers de nos actes, de nos paroles et de nos pensées nous avons un choix. »

Dans le Bouddhisme en général et dans le Madhyamaka en particulier, la compassion universelle n'est pas un impératif moral comme dans la philosophie des lumières, en particulier chez Emmanuel Kant. Ce n'est pas non plus une règle imposée par la Volonté d'un Être suprême. Elle vient de la nature même de la réalité. L'interdépendance (et donc la vacuité) est ce qui gouverne le monde phénoménal, la compassion universelle est la seule éthique possible correspondante.
En conclusion, toute la pensée Madhyamaka est liée à la compassion universelle et au vœu du Bodhisattva comme en témoigne le chef-d'œuvre de Shantideva (vers 685-763) : Bodhicaryāvatāra. Si l'ouvrage est avant tout un hymne au Bodhicitta, son chapitre IX est un condensé de toute la pensée Madhyamaka dans ce qu'elle a de plus profond et de difficile[réf. nécessaire]. Entre autres, Shantideva écrit :

« Tant qu'existeront l'espace

Et les êtres sensibles,

Puissé-je moi aussi demeurer

Pour abolir la misère du monde. »

## Évolutions au Tibet
De ces deux attitudes possibles découlent les deux postérités distinctes de l'œuvre de Nāgārjuna, telles qu'elles ont été ultérieurement distinguées par les doxographes tibétains (ces subdivisions, en effet, ne sont pas posées aussi clairement en Inde) :
- Le madhyamaka prāsangika ou "conséquentialiste", prend ses origines dans les écrits de Buddhapālita (Ve siècle). Néanmoins, c'est Chandrakirti (VIe siècle), qui défendit Buddhapālita contre Bhāvaviveka (voir ci-dessous), qui fut rétrospectivement regardé comme le fondateur de cette école. Le commentaire de Chandrakirti, Madhyamakavatara (L'Entrée au Milieu) des Stances du milieu par excellence par Nagarjuna sert de référence majeure pour l'école madhyamaka prāsangika[53]. Cette dernière fait un usage réfutatif systématique de la dialectique négative pour réduire à l'absurde les thèses des autres écoles bouddhistes ou non-bouddhistes. Philippe Cornu explique à propos du madhyamaka prāsangika:

« On admet provisoirement l'argument de l'opposant, puis on le pousse jusqu'à ses conséquences absurdes en employant la logique, ce qui entraîne sa réfutation par le seul fait de l'acceptation de l'adversaire sans que pour autant l'on affirme soi-même en conclusion une quelconque opinion. »

- Le madhyamaka svātantrika ou "autonomiste"[54] prend son origine dans l'œuvre de Bhāvaviveka (v. 500 – v. 578) au VIe siècle. Ce dernier estimait que la méthode de réduction par l'absurde de Buddhapālita était insuffisante pour démontrer la vacuité des phénomènes aux adversaires[55]. En conséquence, il fait un usage positif de la dialectique et utilise la logique à des fins démonstratives et constructives qui s'inspirent des méthodes[56] des logiciens Dignāga (v 440---v 520) et Dharmakīrti (milieu du VIIe siècle). Les madhyamaka svātantrika ont la même compréhension de la vacuité que les prāsangika[55]. Les deux différences essentielles sont les suivantes[55]: 1) « Ils se distinguent des [prāsangika] par leur utilisation de la logique et du syllogisme autonome[57] pour prouver la vacuité à leurs opposants bouddhistes ou non bouddhistes »[55], 2) alors que les prāsangika refusaient d'admettre l'existence des phénomènes même en réalité de surface, les svātantrika disent qu'il faut admettre l'existence en réalité de surface de certains phénomènes et de moyens de connaissance juste c'est-à-dire d'un « substrat commun censé être vrai pour les deux interlocuteurs [et] qui doit être conforme à l'expérience commune »[55] sinon le « sujet de la discussion ne pourra pas être accepté par les deux parties »[55]. Précisément, les phénomènes dont on accepte l'existence sont les phénomènes individuels et singuliers doués d'efficacité causale comme dans l'école Sautrāntika[58] En somme, on donne une certaine réalité au phénomènes comme dans l'école du Bouddhisme hīnayāna Sautrāntika (qui sert à ce niveau de référence pour la description du monde extérieur) mais seulement à un niveau provisoire pour les madhyamaka svātantrika pour convaincre l'adversaire.

Au Tibet, le madhyamaka svātantrika va déclencher des réactions très différentes. Pour Tsongkhapa (1357-1419) le fondateur de la branche gelugpa et la plus haute autorité doctrinale dans cette école considère, à la suite de son maître Rendawa (Red mda’ pa) (1349-1412), que le fait d'attacher de l'importance à la logique en soi et d'attacher une réalité, même sur le plan purement relatif aux phénomènes singuliers doués d'efficience est un retour au substantialisme que le madhyamaka rejette justement et que c'est contraire à l'esprit de Nagarjuna. En effet, Guy Bugault dit très clairement que :

« Nagarjuna [se] manifeste [dans les Stances du milieu] non comme un svātantrika mais comme un prāsangika : nulle part il ne présente la logique comme ayant une valeur en soi, elle prend son sens à l'intérieur d'une discussion ou d'une conduite. Il la met en œuvre à l'occasion des assertions de son adversaire qu'il cherche à contrer. Notamment, c'est toujours sur le dos de celui-ci, et à sa charge, qu'il déclenche le tir de barrage du principe du tiers exclu. »

Ou encore :

« Parmi les Madhyamaka, [...], ceux que l'on appelle les svātantrika  accordent au raisonnement une certaine valeur autonome et pratiquent, lorsqu'ils combattent un adversaire [...] une réfutation accompagnée d'une contrepartie positive. Les purs Madhyamaka, au contraire, ceux que l'on appelle les prāsangika, pratiquent [...] la réfutation pure et simple sans contrepartie positive. C'est le cas de Nagarjuna. Contrairement à nos habitudes implicites, il ne se croit nullement obligé d'endosser la contradictoire de l'hypothèse qu'il vient de congédier. Après avoir montré, l'inconsistance de l'énoncé qu'il vient de ruiner, il se tait. »

Au contraire, le grand penseur sakyapa Gorampa (1429-1489) considère que la distinction entre madhyamaka prāsangika et madhyamaka svātantrika n'est pas essentielle et purement pédagogique tout en déclarant expressément que le madhyamaka prāsangika est supérieur au madhyamaka svātantrika. Ce sera la position adoptée aussi par Mipham Rinpoché (1846–1912) lorsqu'il donnera une forme définitive à la doctrine de l'école Nyingmapa.
Le Madhyamika repose surtout sur les textes du deuxième tour de roue du Dharma. Parallèlement, les enseignements du troisième tour de roue du Dharma vont donner naissance à l'école Cittamatra. Le Cittamatra déclare que les choses matérielles n'ont pas d'existence ultime mais que ce n'est pas le cas de l'esprit, ce qui est en contradiction avec le madhyamaka qui déclare que toute chose, les objets matériels comme l'esprit, n'ont pas d'existence ultime. En première approximation, on peut dire que l'école Cittamātra considère que la troisième roue est de sens définitif et que la deuxième roue est de sens provisoire et doit être interprétée. Pour l'école Madhyamaka, c'est l'inverse.
Cependant, « une autre » école s'est développée pour concilier les deux points de vue et les deux dernières roues du Dharma: le Yogacara Madhyamika Svantantrika, développée par les philosophes indiens Shantarakshita et son disciple Kamalashila au VIIIe siècle. Ils sont Madhyamika et considèrent que le madhyamaka prāsangika est le point de vue le plus élevé mais ils utilisent la logique de Dignāga et Dharmakīrti, en particulier le syllogisme autonome, comme Bhāvaviveka, pour établir la vacuité, ce qui justifie leur classement dans la catégorie Madhyamika svātantrika. En revanche, ils s'en distinguent par le fait qu'ils déclarent que l'idéalisme bouddhique (dit Cittamātra, ou Yogacāra, ou plus proprement Vijñānavāda) est la meilleure description de la réalité superficielle même s'ils reconnaissent qu'elle ne peut pas décrire la réalité ultime qui relève du Madhyamika. Shantarakshita et Kamalashila enseigneront au Tibet lors de la première diffusion du Bouddhisme dans ce pays et la vue Yogacara Madhyamika Svantantrika dominera alors. Lors de la deuxième diffusion du Bouddhisme au Tibet, aux XIe – XIIe siècles, le madhyamaka prāsangika va devenir largement la vue dominante au Tibet. La vue Yogacara Madhyamika Svantantrika ne sera pas oubliée par l'école Nyingmapa (l'école des anciens) qui prend sa source dans la première diffusion du bouddhisme.
Longchenpa (1308-1364) l'utilisera tout en insistant sur la supériorité du madhyamaka prāsangika. Enfin, Mipham Rinpoche utilisa la philosophie Yogacara Madhyamika Svantantrika pour articuler clairement les enseignements bouddhistes du Mahayana et ceux du Dzogchen,,.
La doctrine connaîtra de nouvelles élaborations au Tibet notamment la doctrine du "vide d'altérité" shentong (dbu ma gzhan stong), issue principalement de l'œuvre de Dolpopa Sherab Gyaltsen (Dol po pa Shes rab rgyal mtshan). En somme, ce nouveau système envisage la doctrine de la vacuité en quelque sorte comme une forme de théologie négative, ou apophatique, par le truchement de laquelle on accéderait finalement à un Absolu positif, "nature de Bouddha" éternellement présente en chaque être sensible. Le Madhyamaka shentong ne repose pas que sur une exégèse de ce que la tradition bouddhiste indo-tibétaine appelle les sutras du « deuxième tour de roue du Dharma » qui sont à l'origine du Madhyamaka mais se réfère surtout aux sutras du « troisième tour de roue du Dharma » qui fondent l'école du Cittamātra, la deuxième grande école du Mahayana.
En particulier, les Cinq traités de Maitreya jouent un rôle central dans le shentong. Ces cinq traités sont apparus au IVe siècle en Inde et donc n'ont pas été discutés par Nagarjuna (IIe – IIIe siècle).
Le madhyamaka prāsangika et le madhyamaka svātantrika forment ensemble le madhyamaka rangtong par opposition au madhyamaka shentong.
Les tibétains ont classé les madhyamaka rangtong de la façon suivante:
Tous les Madhyamaka professent la vacuité (Śūnyatā) de tous les phénomènes sans exception en vérité absolue.
- Les Madhyamaka svatantrika utilisent la logique et en particulier le syllogisme pour démontrer la vacuité des phénomènes. D'autre part, ils considèrent que certains phénomènes existent en vérité relative pour donner un sens relatif à leurs raisonnements logiques en particulier au « sujet » (le deuxième terme) du syllogisme. On distinguent deux sous-groupes :
  - Les Madhyamaka svatantrika Sautrāntika utilisent la vérité relative des Sautrāntika : en vérité relative, les phénomènes doués d'efficacité causale sont dits réels. C'est le cas de Bhāvaviveka (v. 500 – v. 578). Mais Bhāvaviveka n'est pas Sautrāntika car il ne croit pas en l'existence absolue des atomes indivisibles et des instants de conscience.
  - Madhyamaka svatantrika Yogācāra utilisent la vérité relative des Cittamātra, c'est-à-dire que la conscience libérée de la dualité sujet/objet a une existence relative (mais pas absolue comme le pensent les Cittamātra). C'est le cas de Shantarakshita et de son disciple Kamalashila (VIIIe siècle).
- Les Madhyamaka prāsangika démontrent la vérité par le raisonnement par l'absurde et pas par le syllogisme.
  - Les Guélougpa vont adopter un Madhyamaka prāsangika strict. L'existence relative est vue « selon les vues du monde ». La démonstration de la vacuité suit le commentaire de Chandrakirti, le Madhyamakavatara (L'Entrée au Milieu) des Stances du milieu par excellence par Nagarjuna et son explication par Tsongkhapa[66].
  - Chez les Sakyapa et Nyingmapa[67], les choses sont plus complexes. Le grand maître Nyingmapa Longchenpa (1308-1364) va parfois utiliser la vue Yogācāra pour la vérité relative mais affirme clairement la supériorité de l'approche prāsangika : « il est indéniable qu'aux yeux de Longchenpa, la doctrine des prāsangika est supérieure à celle des svātantrika »[68]. D'autre part, pour le grand penseur sakyapa Gorampa (1429-1489), la distinction entre prāsangika et svātantrika n'est pas essentielle et a été exagérée par Chandrakirti et Tsongkhapa[69],[62]. Enfin, le penseur Nyingmapa Mipham Rinpoché (1846–1912), dans le cadre du mouvement rimé, va faire la synthèse entre les vues de Longchenpa et Gorampa. Il adopte pour la vérité relative la vue Yogācāra. D'autre part, il utilise aussi la pensée de Shantarakshita, tout en gardant une ligne officielle prāsangika. Cela lui permet de synthétiser les deux dernières roues du Dharma et surtout, grâce à cela, de faire un pont très clair entre le Mahayana et les tantra en particulier ceux du Dzogchen[70],[71]

## En Chine
L'école Sānlùnzōng, l'école des trois traités en Chine est analogue à l'école madhyamaka; elle est basée sur trois textes traduits par Kumarajiva.